# A Night at The Garden
A Night at The Garden (deutsch Ein Abend im Garten) ist ein englischsprachiger Dokumentar-Kurzfilm von Marshall Curry. Der Film zeigt mit Hilfe von Archivmaterial eine „pro-amerikanische“ Nazi-Wahlkampfkundgebung im Madison Square Garden in New York aus dem Jahr 1939, insbesondere antisemitische Teile einer Rede von Fritz Julius Kuhn, dem Vorsitzenden des Amerikadeutschen Bundes.
Curry schrieb auch das Drehbuch, übernahm den Schnitt und produzierte den Film gemeinsam mit Laura Poitras und Charlotte Cook. A Night at The Garden wurde 2019 für einen Oscar in der Kategorie Bester Dokumentar-Kurzfilm nominiert.

## Inhalt
Der siebenminütige Film besteht im Wesentlichen aus Archivmaterial (Bild und Ton), ergänzt um Texttafeln zur Einordnung und Credits und teilweise unterlegt mit atmosphärischer Musik. Er verwendet Ausschnitte einer auf Englisch gehaltenen Rede von Fritz Julius Kuhn, dem Vorsitzenden des Amerikadeutschen Bundes, die dieser am 20. Februar 1939 vor 20.000 Amerikanern im Madison Square Garden hielt, also vor Kriegsbeginn. In dieser Rede zeigt Kuhn seine antisemitische Haltung, die den weißen Nicht-Juden glorifiziert, der sich sein Amerika aus der Kontrolle durch die Juden zurückholen will. Während der Rede wird ein Störer, der auf Kuhn zugestürzt ist, von uniformierten Nazis auf der Bühne überwältigt und anschließend von New Yorker Polizisten weggezerrt. Dabei wird ihm kurzzeitig die Hose heruntergezogen; im Hintergrund feiern junge Zuschauer das Abführen. Kuhn verfolgt den Sachverhalt ohne größere Regung. Traditionen der amerikanischen Kultur wie der Flaggenschwur und die zum Abschluss gesungene amerikanische Hymne umrahmen die Rede Kuhns, zusammen mit Impressionen von einmarschierenden uniformierten Heranwachsenden und dem gemeinsamen Hitlergruß des Publikums.

## Hintergrund
Der Amerikadeutsche Bund war eine nationalsozialistische Organisation in den USA, die antisemitische und antikommunistische Ziele propagierte und Nazi-Deutschland unterstützte. Die Massenkundgebung des Bunds im Madison Square Garden war heftig umstritten, wurde vom damaligen New Yorker Bürgermeister Fiorello LaGuardia jedoch mit dem Hinweis auf das Recht auf Redefreiheit genehmigt. Nach der Versammlung ließ LaGuardia jedoch das Finanzgebaren Fritz Julius Kuhns untersuchen. Dabei stellte sich heraus, dass der Vorsitzende des Bunds 15.000 US-Dollar aus den Einnahmen der Veranstaltung unterschlagen hatte, um eine Geliebte damit zu finanzieren. Er wurde zu 5 Jahren Haft verurteilt, verlor 1943 seine US-Staatsbürgerschaft, die er seit 1934 besessen hatte, und wurde 1945 nach Deutschland abgeschoben.
Der Mann, der auf die Bühne stürmt, um gegen Kuhns Rede zu demonstrieren, war der damals 26-jährige, arbeitslose, jüdische Klempnergehilfe Isadore Greenbaum aus Brooklyn. Nach seiner Verhaftung wurde er wegen der Störung der Veranstaltung vor Gericht gestellt. Dabei sagte er aus, dass er die Kundgebung nicht mit der Absicht besucht habe, sie zu stören, doch „sie sprachen so viel gegen meine Religion, und es gab so viel Verfolgung, dass ich den Kopf verlor und dachte, es sei meine Pflicht, zu reden.“ Auf die Frage des Richters: „Ist Ihnen nicht klar, dass unschuldige Menschen hätten getötet werden können?“ antwortete er: „Ist Ihnen klar, dass viele jüdische Menschen wegen der Verfolgung durch die da oben (= auf der Bühne) getötet werden könnten?“ Greenbaum wurde zu einer Geldstrafe von 25 US-Dollar verurteilt, die aber von Unterstützern bezahlt wurde.

## Veröffentlichung
Der Film wurde am 10. Oktober 2017 auf The Atlantic als Online-Video veröffentlicht. Auf der Kinoleinwand wurde er anschließend erstmals auf dem Sundance Film Festival im Januar 2018 gezeigt. Aktuell (Januar 2019) ist er sowohl bei The Atlantic als auch beim Koproduzenten Field of Vision online schaubar.

## Nominierungen
Für die Oscarverleihung 2019 wurde der Film in der Kategorie „Bester Dokumentar-Kurzfilm“ nominiert.